# Principal Galaxies Catalogue
O Principal Galaxies Catalogue (PGC) é um catálogo astronômico publicado em 1989 que lista 73.197 galáxias. Baseia-se no banco de dados Lyon-Meudon Extragalactic, originalmente iniciado em 1983. Os dados médios disponíveis para cada objeto são:
- 49.102 descrições morfológicas,
- 52,954 eixo maior e menor aparente,
- 67.116 magnitudes aparentes,
- 20,046 velocidades radiais,
- 24.361 ângulos de posição.

A base de dados Lyon-Meudon Extragalactic foi eventualmente expandida para HyperLEDA, um banco de dados de alguns milhões de galáxias. As galáxias no catálogo PGC original são numeradas com o seu número PGC na HyperLEDA. Números também foram atribuídos para as outras galáxias, embora não estivessem no catálogo PGC original.

## Exemplos

### PGC 6240
PGC 6240 é uma grande galáxia lenticular na constelação Hydrus. Ela está localizada a cerca de 106 milhões de parsecs de distância da Terra.

### PGC 39058
PGC 39058 é uma galáxia anã que está localizada a aproximadamente 14 milhões de anos-luz de distância na constelação de Draco. É relativamente próxima, porém é obscurecida por uma estrela brilhante que está na frente da galáxia.